# Leskea blandowii
Leskea blandowii là một loài Rêu trong họ Leskeaceae. Loài này được (F. Weber & D. Mohr) Mitt. mô tả khoa học đầu tiên năm 1864.